# Eternity (альбом April)
Eternity (с англ. — «Вечность»)  — четвёртый мини-альбом южнокорейской гёрл-группы APRIL, выпущенный 20 сентября 2017 года DSP Media, и распространён LOEN Entertainment. Это третье возвращение группы в этом году.

## Предпосылки и релиз
В августе группа рассказала в интервью International BnT, что они уже готовятся к своему следующему возвращению, до конца года. 23 августа DSP Media объявил, что возвращение группы было установлено на некоторое время в сентябре. 5 сентября DSP Media объявила, что возвращение группы было назначено на 20 сентября с альбомом под названием Eternity. 5 сентября DSP Media раскрыл трек-лист альбома, подтвердив, что Eternity будет четвертым мини-альбомом группы в сопровождении ведущего сингла «Take My Hand» (кор. 손을 잡아줘).

## Коммерческий успех
Eternity дебютировал на 7-й строчке в альбомном чарте Gaon, в чартовом выпуске от 17—23 сентября 2017 года.

## Трек-лист
| №                   | Название                          | Текст песни              | Музыка                 | Arrangement         | Длительность |
| ------------------- | --------------------------------- | ------------------------ | ---------------------- | ------------------- | ------------ |
| 1.                  | «Take My Hand» (손을 잡아줘)      | e.one                    | e.one                  | e.one               | 3:30         |
| 2.                  | «Tting» (띵)                      | 어벤전승, e.one          | 어벤전승, e.one        |                     | 3:13         |
| 3.                  | «Magic in Love»                   | Seion                    | Seion                  |                     | 3:33         |
| 4.                  | «Hey Yo Hey»                      | Lee Joo-hyung (MonoTree) | MonoTree, 권덕근       |                     | 3:23         |
| 5.                  | «Zzi Rit Zzi Rit» (찌릿찌릿)      | ZigZagNote, 노는어린이   | ZigZagNote, 노는어린이 |                     | 3:01         |
| 6.                  | «Shall We Love» (사랑해도 될까요) | 이신성                   | ZigZagNote             |                     | 3:37         |
| Общая длительность: | Общая длительность:               | Общая длительность:      | Общая длительность:    | Общая длительность: | 20:22        |

## Чарты
| Чарт (2017)                | Высшая позиция |
| -------------------------- | -------------- |
| South Korean Albums (Gaon) | 7              |